# Games for Windows
Games for Windows is een stopgezette platform en marketingcampagne van Microsoft om het spelen van computerspellen op het Windows-besturingssysteem beter te ondersteunen. Spellen konden het Games for Windows-logo verkrijgen door aan bepaalde eisen te voldoen, zoals goede kwaliteit, makkelijk te installeren en compatibiliteit met Windows XP en Windows Vista.
Een 'Games for Windows'-spel werd uitgebracht in een stevige verpakking. Op de voorkant stond bovenaan een witte streep met het Games for Windows-logo.

## Kwaliteitseisen
De eisen waar de spellen aan moesten voldoen zijn onder andere:
- een optie om het spel in zo weinig mogelijk stappen en klikken te installeren
- compatibiliteit voor de Windows Vista Spelverkenner (zie hieronder)
- compatibiliteit met de Xbox 360 controller (indien mogelijk)
- kan geïnstalleerd en gespeeld worden op x64 versies van Windows Vista en compatibiliteit met 64-bit processors (het spel zelf kan 32-bit zijn)
- ondersteuning voor normale en breedbeeld resoluties, zoals 4:3 (800*600), 16:9 (1280*720) en 16:10 (1152*720)
- mogelijkheid om gestart te worden vanuit het Windows Media Center (Windows Vista Home Premium en Windows Vista Ultimate hebben zo'n Media Center)

## Tray and Play
Sommige Games for Windows spellen zijn speelbaar tijdens de installatie van het spel waardoor PC spellen vergelijkbaar worden met spellen voor spelcomputers; de speler hoeft nu niet meer te wachten tot de installatie van het spel voltooid is voordat het spel gespeeld kan worden. Deze eigenschap wordt Tray and Play genoemd en is momenteel nog niet vereist voor Games for Windows spellen. Halo 2 for Windows Vista is het eerste spel dat deze mogelijkheid ondersteunt.

## Windows Vista Spelverkenner
Bij elke versie van Windows Vista wordt de Windows Vista Spelverkenner (Games Explorer in het Engels) meegeleverd waarmee de gebruiker kan zien welke spellen geïnstalleerd zijn. Dit is een speciale map waarin snelkoppelingen naar de spellen staan. Een compatibel spel plaatst een snelkoppeling in die map en download ook andere informatie, zoals de voorkant van de verpakking en de leeftijdsadviezen (b.v. ESRB of PEGI), voor dat spel. Compatibiliteit hangt af van de leeftijd van het spel of de populariteit van het spel, waarbij nieuwere spellen betere compatibiliteit hebben. StarCraft is bijvoorbeeld geheel compatibel maar het is wel een decennium ouder dan Windows Vista zelf.
Als een spel incompatibel is dan kan een gebruiker het spel zelf toevoegen door een snelkoppeling naar het spel naar de map te verplaatsen (de voorkant en leeftijdsadviezen ontbreken dan). De spelverkenner is geheel compatibel met de opties in Windows Vista voor ouderlijk toezicht. Ouders kunnen beperken hoelang een kind een spel kan spelen en wat voor soort spellen een kind kan spelen (gebaseerd op de leeftijdsadviezen of zelf ingesteld).